# Zaat
Zaat ist ein US-amerikanischer Monsterfilm von Don Barton aus dem Jahr 1971.

## Handlung
Dr. Kurt Leopold hat nach 20 Jahren des Experimentierens endlich das neue radioaktive Element ZaAt entwickelt, mit dem er aus Menschen wandelnde Wels-Monster machen kann. Zusammen mit gezielter Gabe von Radioaktivität will er zudem Froschwelse (englisch: Walking Catfish, laufender Wels) in den Gewässern mutieren lassen. Leopold injiziert sich ein Wandlerserum, durch das er im Wasser atmen kann, und begibt sich in einen mit Zaat gefüllten Tank. Er verwandelt sich in ein Monster.
Leopold hat zu NS-Zeiten bereits an Tier- und Menschenexperimenten gearbeitet. Er beginnt, Jagd auf frühere Kollegen zu machen, die am Erfolg seiner Experimente zweifelten oder bestimmte Forschungen untersagten. So sterben zwei Wissenschaftler. Andere Menschen werden durch die inzwischen kontaminierten Gewässer getötet, aber auch durch Leopold, der als Monster seinen Appetit auf Menschenfleisch stillen muss.
Meeresbiologe Rex beginnt mithilfe des Sheriffs Lou Krantz mit Nachforschungen. Gewässeruntersuchungen zeigen, dass das Wasser der Gegend radioaktiv verseucht ist. Ein Untersuchungsteam des INPIT (kurz für „Inter-Nations Phenomenon Investigations Team“), bestehend aus Martha Walsh und Walker Stevens, hilft Rex bei weiteren Nachforschungen. Leopold kidnappt als Monster unterdessen eine Camperin, die er mittels Zaat ebenfalls in ein Monster verwandeln will. Der Umformungsprozess geht schief und die Frau stirbt. Leopold sucht sich nun ein neues Ziel: Martha.
Rex, Walker und Martha stellen Leopold eine Falle und können das Monster so nachts fotografieren. Beim Zweikampf wird Leopold verletzt. Mit dem Nachweis der Monsterexistenz forschen Rex, Walker und Martha weiter und richten den Fokus ihres Interesses schließlich auf ein altes Seelaboratorium, in dem zu NS-Zeiten geforscht wurde. Sheriff Krantz erinnert sich an Leopold, der zu NS-Zeiten bereits Experimente zu Seemenschen vorgenommen hat. Auch, dass zu dieser Zeit drei Kanister mit radioaktivem Material verschwunden sind, bringt sie auf die Spur Leopolds.
Martha wird von Leopold ins Labor verschleppt. Walker, Rex und Sheriff Krantz folgen dem Monster. Krantz wird beim Zweikampf von Leopold getötet. Rex gelingt es zwar, die für das Experiment vorbereitete Martha vor dem Eintauchen in Zaat zu retten, doch wird auch er von Leopold umgebracht. Leopold begibt sich mit zwei radioaktiven Kanistern ins Meer und der verletzte Walker kann es nicht verhindern. Martha, der bereits der Organumwandler injiziert worden war, folgt Leopold ins Meer, während Walker am Strand zusammenbricht.

## Produktion
Der Film basiert auf einer Geschichte von Ron Kivett und Lee O. Larew. Er wurde innerhalb eines Monats in Florida mit einem Budget von rund 50.000 Dollar gedreht. Zu den Drehorten zählten das Marineland of Florida, Rainbow Springs, Green Cove Springs, Silver Springs und Switzerland, Florida. Die Sets stammten von Hal Henderson und Roy Neering. Das Monsterkostüm wurde von Martha Fillyaw, Ron Kivett und Les Lancaster geschaffen; Regisseur Don Barton bewahrte es nach Filmende bis zu seinem Tod in seiner Garage auf. Das Monster wurde im Film von Wade Popwell verkörpert.
Es war der einzige Spielfilm, den Barton mit seiner auf Werbe-, Lehr- und Dokumentarfilme spezialisierten Produktionsfirma Barton Films realisierte. Zaat kam im Januar 1971 in die US-amerikanischen Kinos. Die Comedy-Fernsehreihe Mystery Science Theater 3000 (MST3K) stellte den Film am 2. Mai 1999 vor, wobei er im Stil der Reihe humoristisch kommentiert wurde. In der Folge wurde Zaat zu einem Kultfilm, kam 2012 auf DVD und Blu-ray heraus und wurde unter anderem anlässlich des 75. Geburtstages von Marineland aufgeführt.